# Liste der Nummer-eins-Hits in den Rhythmic Airplay Charts (1995)
| Singles |
| --- |
| - Boyz II Men – On Bended Knee - 9 Wochen (26. November 1994 – 27. Januar 1995) - TLC – Creep - 6 Wochen (28. Januar – 10. März) - Soul For Real – Candy Rain - 3 Wochen (11. März – 31. März, insgesamt 4 Wochen) - TLC – Red Light Special - 1 Woche (1. April – 7. April, insgesamt 2 Wochen) - Soul For Real – Candy Rain - 1 Woche (8. April – 14. April, insgesamt 4 Wochen) - TLC – Red Light Special - 1 Woche (15. April – 21. April, insgesamt 2 Wochen) - Montell Jordan – This Is How We Do It - 7 Wochen (22. April – 9. Juni) - Adina Howard – Freak Like Me - 1 Woche (10. Juni – 16. Juni) - Monica – Don’t Take It Personal (Just One of Dem Days) - 7 Wochen (17. Juni – 4. August) - TLC – Waterfalls - 2 Wochen (5. August – 18. August) - MoKenStef – He’s Mine - 4 Wochen (19. August – 15. September) - Michael Jackson – You Are Not Alone - 1 Woche (16. September – 22. September) - Mariah Carey – Fantasy - 12 Wochen (23. September – 15. Dezember) - Mariah Carey feat. Boyz II Men – One Sweet Day - 9 Wochen (16. Dezember 1995 – 16. Februar 1996) |